# Arthrolips misellum
Arthrolips misellum is een keversoort uit de familie molmkogeltjes (Corylophidae). De wetenschappelijke naam van de soort werd in 1852 gepubliceerd door John Lawrence LeConte.